# Mont Discovery
Le mont Discovery est un volcan situé en Antarctique.

## Géographie
Sa taille et sa position isolée le rend très remarquable. Il est situé près du détroit de McMurdo et à l'est du glacier Koettlitz, surplombant la partie nord-ouest de la barrière de Ross. Il forme le centre de la péninsule Brown, avec le mont Morning à l'ouest et le Minna Bluff à l'est.

## Histoire
Il a été découvert par l'expédition Discovery de 1901-1904, il prit le nom du navire de celle-ci.

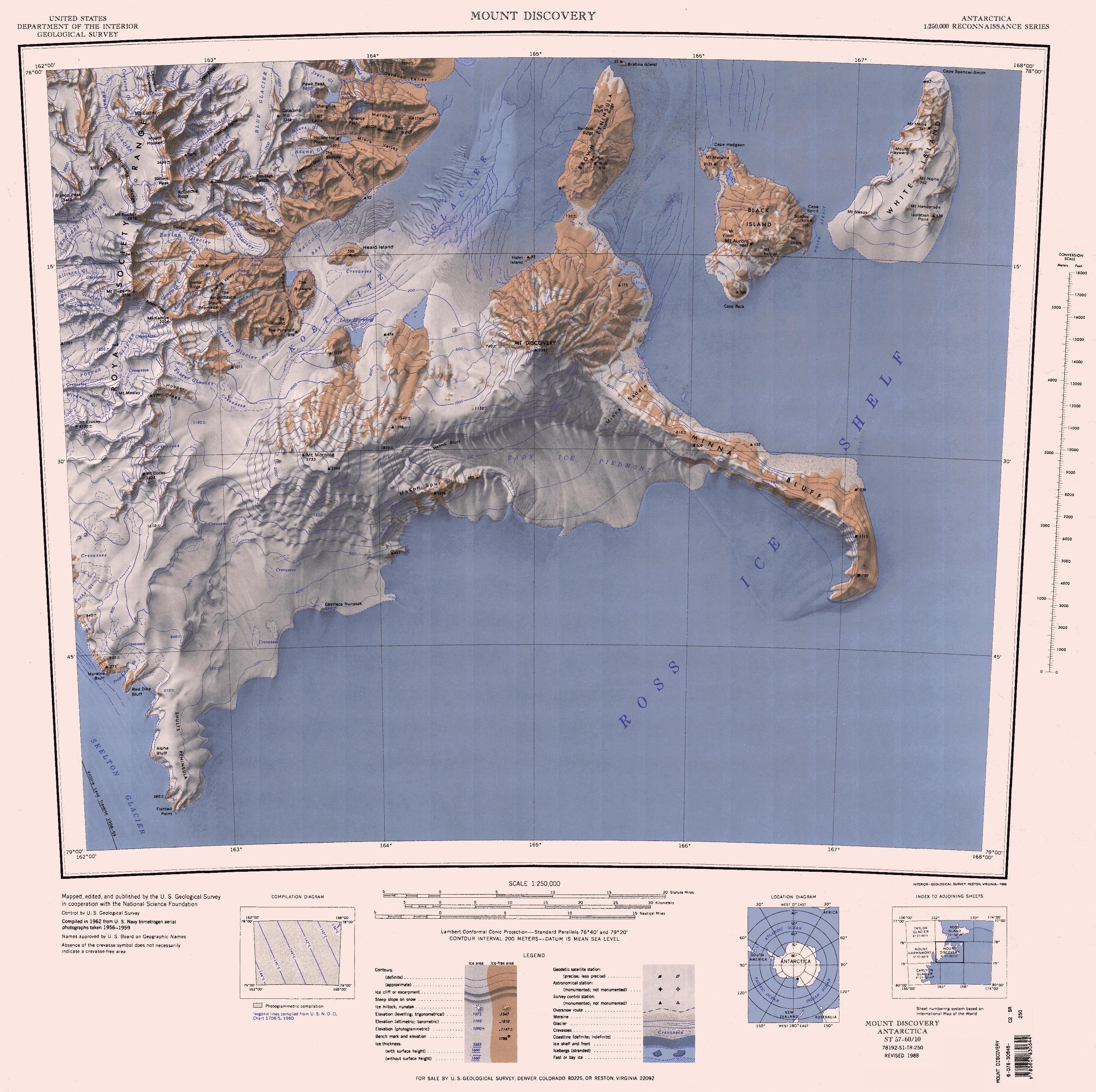
La péninsule Brown dans le centre-haut de cette carte.